# Doreen Allen
Doreen Allen (1879-18 de junio de 1963) fue una sufragista militante inglesa y miembro de la Unión Social y Política de las Mujeres (WSPU, por sus siglas en inglés). Al ser encarcelada fue alimentada por la fuerza por lo cual recibió la Medalla de huelga de hambre de WSPU.

## Biografía
Doreen nació en Dartford en Kent como Edith Doreen Allchin, una de los diez hijos de Mary Ann Amos (1838–1924) y John James Allchin (1836–1903), un constructor. En 1905 se casó con Melville Hodsoll Allen (1879–1932) que trabajó en la Bolsa de Londres y sirvió en la Primera Guerra Mundial como capitán en el regimiento de la Reina Royal West Kent.

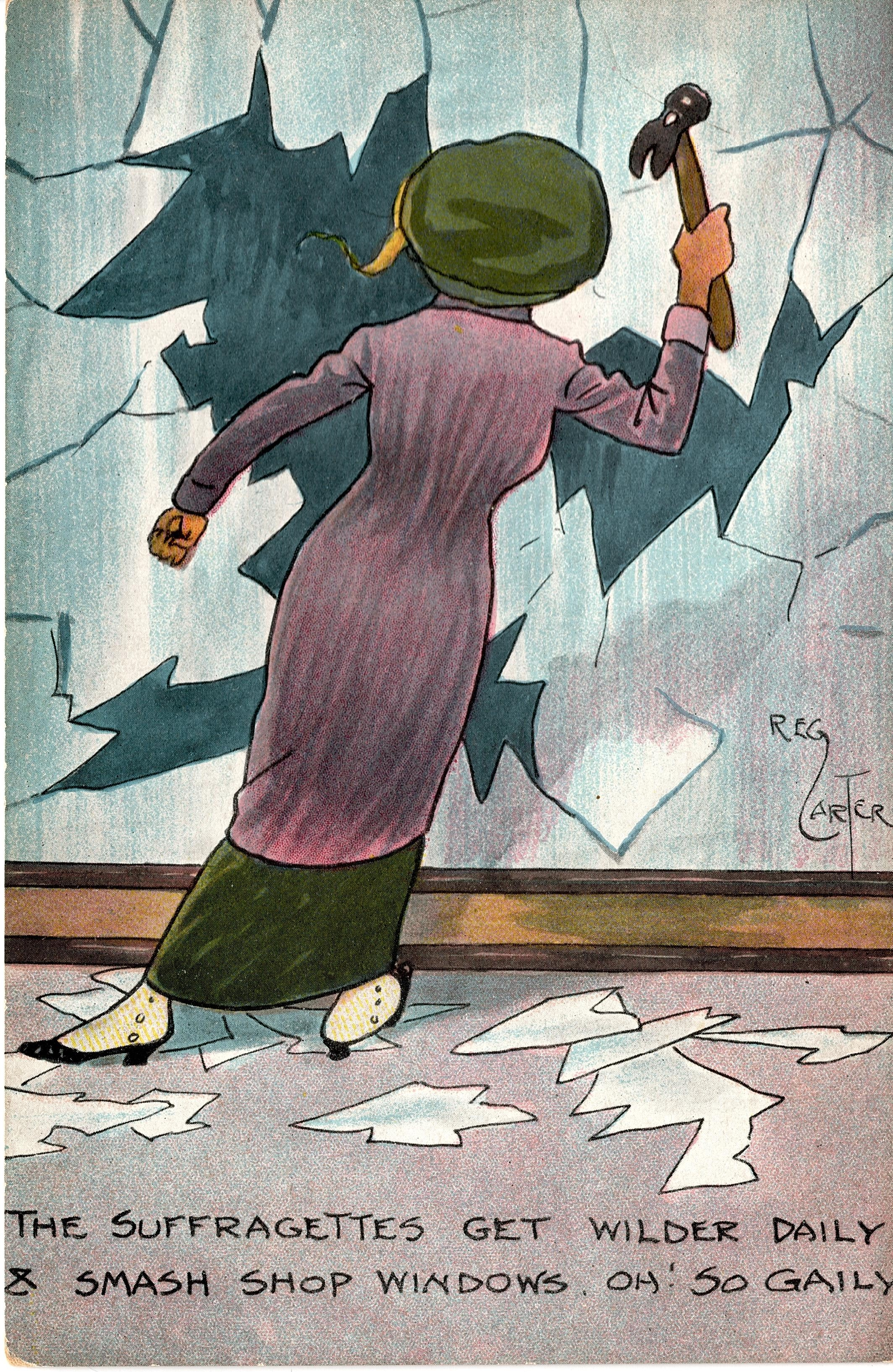
Caricatura de una sufragista, con los colores característicos del movimiento, rompiendo ventanas.

Después de su arresto en marzo de 1912 por participar en una campaña de rotura de ventanas, compareció en el Tribunal de Magistrados de Bow Street el 12 de marzo de 1912 antes de ser enviada a juicio en las Sesiones de Londres el 19 de marzo de 1912 cuando fue sentenciada a cuatro meses de prisión en la prisión de Holloway; en prisión hizo huelga de hambre y fue alimentada a la fuerza. Una compañera de prisión en Holloway era Mary Ann Aldham y las firmas de los dos aparecen en el pañuelo Suffragette bordado por Janie Terrero. Para mantener la moral en prisión, las mujeres se vieron obligadas a hacer su propio entretenimiento. Algunas como Emmeline Pethick-Lawrence contaban historias mientras Doreen se sentaba a sus pies con un brazo sobre la rodilla. El 10 de junio de 1912, las tres abuelas encarceladas: Gertrude Wilkinson (también conocida como Jessie Howard), Janet Boyd y Mary Ann Aldham cantaron juntas. En otra ocasión, algunas de las mujeres interpretaron una escena de El mercader de Venecia con Evaline Hilda Burkitt como Shylock y el papel de Narissa interpretado por Allen. Al ser liberada, reanudó sus actividades políticas en nombre del sufragio femenino.
Cuando la líder de la WSPU, Emmeline Pankhurst, regresó a Gran Bretaña desde Estados Unidos a fines de 1913, fue recibida en Plymouth por un grupo de sufragistas que incluía a Doreen. Cuando Pankhurst desembarcó del Majestic, fue arrestada bajo la Ley del Gato y el Ratón y llevada a la prisión de Exeter.
En sus últimos años, Allen vivió en Brighton, en Sussex. Falleció en junio de 1963.